# ایکالا
ایکالا (به انگلیسی: Aikala) یک روستا در هند است که در کارناتاکا واقع شده‌است.